# Középpontos tetraéderszámok
A számelméletben a középpontos tetraéderszámok olyan középpontos poliéderszámok, illetve figurális számok, melyek olyan alakzatokat jellemeznek, ahol a középpontban egy gömb van, és azt sűrűn pakolt gömbökből összeálló, tetraéder alakú gömbrétegek veszik körül. A középpontos tetraéderszámok az így összeálló tetraéderekben részt vevő gömbök számát reprezentálják. Az n-edik középpontos tetraéderszám {\displaystyle Te_{n}} a következő képlettel állítható elő:
{\displaystyle Te_{n}=(2n+1)\cdot {(n^{2}+n+3) \over 3}.}
Az első néhány középpontos tetraéderszám:
1, 5, 15, 35, 69, 121, 195, 295, 425, 589, 791, 1035, 1325, 1665, 2059, 2511, 3025, 3605, 4255, 4979, 5781, 6665, 7635, 8695, 9849, 11101, 12455, 13915, 15485, 17169, 18971, 20895, 22945, 25125, 27439, 29891, 32485, 35225, 38115… (A005894 sorozat az OEIS-ben)

## Tulajdonságai, alkalmazásai
A középpontos tetraéderszámok generátorfüggvénye:
{\displaystyle {\frac {(1+z)(1+z^{2})}{(1-z)^{4}}}.}